# Numero primo troncabile
Nel campo della teoria dei numeri, un numero primo troncabile a sinistra è un numero primo che ha due proprietà: non contiene la cifra zero e, se vengono rimosse una o più cifre a sinistra, i numeri risultanti sono tutti numeri primi. Per esempio 9137 è ha tale proprietà, perché 9137, 137, 37 e 7 sono tutti numeri primi.
In modo analogo, un numero primo troncabile a destra è un numero primo che rimane tale se una o più cifre a destra vengono cancellate. Ad esempio 7393 è troncabile a destra perché 7393, 739, 73 e 7 sono tutti numeri primi.
Un numero primo troncabile a sinistra e a destra è un numero primo che rimane tale se si cancellano simultaneamente lo stesso numero di cifre sia a destra che a sinistra. Ad esempio 1825711 è un numero primo di questo tipo perché 1825711, 82571, 257 e 5 sono tutti numeri primi.
In base 10 ci sono 4260 numeri primi troncabili a sinistra, 83 primi troncabili a destra e 920 720 315 primi troncabili sia a destra che a sinistra.

## Storia
L'autore Leslie E. Card tratta di problemi simili nel Journal of Recreational Mathematics (pubblicato a partire dal 1968). In particolare si occupa di sequenze di cifre a cui aggiungere cifre a destra in modo da ottenere numeri primi.
La trattazione dei numeri primi troncabili data almeno al novembre 1969: in un numero del Mathematics Magazine i primi troncabili vengono chiamati "primi primi" da due coautori, Murray Berg e John E. Walstrom.